# Liste der Monuments historiques in Gelvécourt-et-Adompt
Die Liste der Monuments historiques in Gelvécourt-et-Adompt führt die Monuments historiques in der französischen Gemeinde Gelvécourt-et-Adompt auf.

## Liste der Immobilien
| Bezeichnung      | Beschreibung           | Standort                      | Kennzeichnung | Schutzstatus | Datum | Bild           |
| ---------------- | ---------------------- | ----------------------------- | ------------- | ------------ | ----- | -------------- |
| Kirche St-Martin | ab dem 12. Jahrhundert | Adompt, rue du Village (Lage) | PA00107172    | Inscrit      | 1926  | weitere Bilder |

## Liste der Objekte
| Bezeichnung                              | Beschreibung                                                    | Standort                               | Kennzeichnung | Schutzstatus | Datum | Bild |
| ---------------------------------------- | --------------------------------------------------------------- | -------------------------------------- | ------------- | ------------ | ----- | ---- |
| Taufbecken                               | Sandstein, 17. Jahrhundert                                      | Adompt, in der Kirche St-Martin (Lage) | PM88001411    | Inscrit      | 2007  |      |
| Brunnenbecken                            | Kalkstein, 19. Jahrhundert                                      | Adompt, in der Kirche St-Martin (Lage) | PM88001412    | Inscrit      | 2007  |      |
| Skulptur Madonna mit Kind und Weintraube | Kalkstein, farbig gefasst, Anfang des 15. Jahrhunderts          | Adompt, in der Kirche St-Martin (Lage) | PM88001410    | Inscrit      | 2007  |      |
| Kirchenmobiliar                          | Kanzel, Beichtstuhl und Sakristeischrank; Holz, 19. Jahrhundert | Adompt, in der Kirche St-Martin (Lage) | PM88001952    | Inscrit      | 2008  |      |